# 桂河书院
桂河书院，位于中国广东省云浮市郁南县桂圩镇政府大院内，为郁南县的一个县级文物保护单位，类型为古建筑，公布时间为2003年4月8日。
桂河书院的历史年代为清代。